# 天元突破グレンラガンの登場兵器
本項では、ガイナックス制作のテレビアニメ『天元突破グレンラガン』に登場するロボット兵器について詳述する。また劇場用作品『劇場版 天元突破グレンラガン 紅蓮篇』（以下『紅蓮篇』）・『劇場版 天元突破グレンラガン 螺巌篇』（以下『螺巌篇』）に登場するものも併せて解説する。

## 概説
本作に登場する、人間や獣人が搭乗するロボットは「ガンメン」と呼ばれ、一部を除くほぼ全てのロボットに顔が付いている。
ガンメンの対衝撃形態を「ダンガンメンモード」、戦艦クラスの大型ガンメンは「ダイガン」と呼称される。第4部において、ダイガン以上に巨大な「スペースガンメン」（変形時の名称は「ダイガンメンモード」）が登場、これがかつての銀河大戦で用いられた本来のガンメンであり、地上で活動するガンメンはスペースガンメン搭乗用の高機動型コクピットである。その余りの巨体さゆえに、操縦する際には「パイロットが搭乗したガンメンが更にスペースガンメンに乗り込む（ムックでは「マトリョーシカ方式」と表記）」事で動かすことを可能としていた。また、アークグレンクラスの巨大な宇宙戦艦クラスのガンメンには、「スペースダイガン」の名称が付けられている。
通常ガンメンは地上用であるが、浮遊機関「トビダマ」を装備することで飛行することが可能で、目張りを施す事で水中行動も可能になるなど、改修次第ではあらゆる環境に適応できる。
主な動力源は螺旋力であるが、獣人が操縦している状況と一部の機体では電力（電池）が使用されている。

## 第1部・第2部から登場

### 人間（大グレン団）陣営

#### 主人公機
ラガン(Lagann)
シモン専用ガンメン。機体は地下深くに封印されていたが、穴掘り作業中のシモンによって駆動キーのコアドリルと共に偶然発見される。名付け親はカミナで、男らしい顔つきから「羅顔」と付けられた。
元々は螺旋族が開発した対アンチ=スパイラル用の最強兵器の一つで、合体したメカを支配し、なおかつその構造をも作り変えてしまう螺旋力発動のコアマシン。ダイガンザンの様な戦艦サイズのメカ（ダイガン）ですら、乗っ取る事が可能である。単体運用においても、腕部・頭部から出るドリルや脚部のバネなどを備え、下半身を収納する事でそこから更に巨大なドリルを出せる。更に背部に設置されたスラスターによって、短時間の飛行が可能である。 螺旋力シールドも装備されている為、エンキの放ったビーム攻撃をこれで防御した。
様々なサイズがあるガンメンの中ではかなり小型の機体だが、他のガンメンと同等かそれ以上のパワーを持っている。ただし、それを引き出せるかどうかは搭乗者の螺旋力次第であり、情動が昂ぶっていればそれに比例した力を発揮する。逆に恐怖、悲嘆などあまりにネガティブな精神状態になると、合体が強制的に解除され行動不能に陥ってしまう。その際逆流したエネルギーが搭乗者の身体にまで及び、嘔吐などの生理的ダメージを引き起こす。また、無人の状態で起動してシモンの元に現れるなど、自律的な動作機能も備わっている。。
リーロンがラガンを調べた際、類を見ない構造と未知の出力を持つ事が明らかとなった。調査が進んだ後も多くの機能は不明のままである。
小さいためコクピットは狭く、定員は1人だが、少し無理をすればシモン、カミナ、ヨーコの3人が乗ることも出来る。最多ではこの3人以外にキタンを除いた黒の兄妹3人とリーロン、ギミー、ダリー、ココ爺を含めた10人を乗せたこともあった。頭頂部が開閉式のドーム状になっており、かなりの強度と伸縮性、柔軟性がある。
デススパイラル次元にてラガン・タイプと思われるガンメンの残骸が大量に発見された。これはかつての戦争で使用されたものらしく、劇場版『天元突破グレンラガン 紅蓮編』（以下『紅蓮編』）でその様子と、大量のグレンラガンタイプが確認できる。
『グレンラガン パラレルワークス』において雨宮哲が担当した作品においてはオリジナルキャラのサケビが搭乗。白いグレンと合体してグレンラガンMk-IIになった。
ラガンインパクト
ジャンプ中に下半身を収納して巨大ドリルを出し、そのまま体当たりを敢行する。この技によってダイガンザンの艦橋を破壊し、乗っ取る事に成功した。ラゼンガン、そしてアンチ=スパイラルとの戦いという、最も重要な局面において決め手となった。
ドリルタックル
天元突破グレンラガンDSの技で額と両手からドリルを出して相手に突っ込む技
ラガンバウト
天元突破グレンラガンDSの技でラガンの雄叫びで相手の操作を不能にさせる技
グレン(Gurren)
元カミナの専用ガンメン、カミナの死後は状況に応じて様々な登場人物に乗用されている。元々は人間掃討軍小隊長ギューザック（声 - 三宅健太）のガンメン「ギャンザ」であったが、カミナが強奪した。名前の由来は「紅蓮」and/or「愚連」。強奪の際に使用した技（下記）によって腕部、脚部が壊れた為、リーロンを初めとしたリットナー村のメカニック達の手で改造された。更に換装され、胸部に装備されたサングラス型ブーメラン「グレンブーメラン」や太くなった四肢によって、改造前と改造後では大きく印象が異なる。また、ブーメランは得物として扱う事も可能となっている。
ラガンと合体する事で、グレン単体を遥かに上回る力を発揮する。初戦時は、高い操縦技術を持つヴィラル搭乗のエンキに苦戦していたが、度重なる戦いを経たカミナの操縦技術の向上によって、グレン単体でも互角に渡り合ってみせた。カミナの死後は主にロシウが搭乗し、シモンをサポートする形で懸命に操縦し、第3部の半ば以降ではヴィラルが搭乗している。他にはキタン、ヨーコ、キノン、などが搭乗、第4部では螺旋力が覚醒したブータが、螺旋力を持たないヴィラルのサポート役として同乗している。
天元突破グレンラガンDSではカミナEDになるとアンチスパイラル戦でカミナがグレンに乗ることになっている。
俺を誰だと思ってやがるキック
カミナがグレン強奪後初めて使用した技。この時両脚が砕ける。
よくも俺の可愛い子分（弟分）をパンチ
カミナが上記の技の後に使用した技。この際左腕が砕ける。劇場版と漫画版では「子分」が「弟分」となっている。
男の魂完全燃焼キャノンボールアタック
ラガンを直接投げて相手のガンメンを貫く技。かわされた場合は、敵の背後の岩山を掘り抜くなどして戻ってきたラガンが背後から再び襲う。この技から連動して、ラガンインパクトが放たれる事が多い。
グレンホームラン
「俺のグレンはピッカピカ」でグレンを奪った獣人ジギタリスが強制合体しようとしたラガンをバットで打ち返した。
グレンラガン(Gurren Lagann)
グレンとラガンが合体して生まれた巨大ロボット(全高5m)。グレン同様の胴体顔面部のグレンブーメランの他、全身の各部から突出するドリル等の武装を持つ。ドリルの形状や長さは多岐に渡る。グレンラガンはラガンの持つ莫大なエネルギーがコアとなり、グレンを支配する事で合体が行われている。ラガン搭乗者のシモンが主な操縦者であるが、シモンが委託する事でグレンの搭乗者が操縦する事も可能である。第1部では主にカミナが操縦しており、第2部ではシモンの休憩中にロシウが操縦を担当している場面があった。
コアとなるラガンの力によって様々なメカと合体、支配する事で特性が拡大していく。第13話では飛行ガンメン「カトラ・リーダー」を背面部に取り込み、ブースターとして装着（グレンウィング）、空中戦闘もこなせるようになった。加えて長時間での飛行が可能となっている。また、額から形成したスクリュードリルを使って水を超高速で「掘り」進む事で、高速水中移動も可能としていた。更に、海中戦闘においても改装なしで潜水しても浸水を起こさず、水中戦闘を得意とするセイルーンをも上回るスピードと運動性を見せていた。搭乗当初からドリルによる地中進行も得意としている為、陸海空いずれの環境に置いても敵を圧倒する能力を持つ。本来、対アンチ=スパイラル用兵器である為、宙間戦闘もこなすほか、単独での大気圏離脱も可能としている。
その合体は一般的な合体ロボットと違い、下半身をドリル化したラガンがグレンの頭頂部を文字通り突き破って変形するという、凄まじく強引なもの。その上、グレンのコクピットにはドリルの先端が貫通しているが、破壊箇所は修繕された上、両腕両脚が適切な長さまで延長されて合体が完了した。合体する度にグレンのコクピット天井をドリルが貫通するので、パイロットは毎回避ける必要がある。また、合体後の角と兜は破壊したエンキの頭部から奪ったものを被せ、カラーリングや各部を同化させたものである。
通常、ガンメンの「合体」とはガンメンそれぞれが適切な形に変形する事で行われるものであり、この様な本来在り得ない形状変化や同化現象などからして、ラガンの特異性がうかがえる（詳しくはラガンの項参照）。また、パイロットの精神状態によっては、一瞬にして合体した相手の破損箇所を自己修復可能だが、合体解除後は破損した状態に戻る。また、螺旋界認識転移システムにより、ワープも行っている（ラガンの装備である可能性が高い）。
シモンの死刑判決の際にグレンラガンは破棄される筈だったが、リーロンが出力を上げて調整した状態で、マッケン、レイテ夫妻に預け、再びシモンの元へと戻った。
合体名は、「度胸合体」→「兄弟合体」→「超絶合体」へと変わっていく（第1部のみ）。第3部でヴィラルがグレンに搭乗した際の名乗りは「宿命合体」である。
エピローグにおいて、グレンラガンはシモンからコアドリルと共にギミー・ダリーの次世代へ託され、「螺旋の力」を象徴する機体としてこれからもコアドリルと共に次の世代へと託される事になる。
男の怒り炸裂斬り
グレンブーメランで相手を縦に切り裂く技（第6話解放版では「男の恨み炸裂斬り」）。
燃える男の火の車キック
全身炎上したグレンラガンがその状態で飛び蹴りを繰り出す技。スーパーロボット大戦では名前に多数のバリエーションが存在する。
トロイデルバースト
地面に何本ものドリルを打ち込み地割れを起こす技。第7話でダイガンザンに追い詰められ、窮地に陥った時にシモンの機転により使用された。漫画版では使用の際、技名が表示された。
ギガドリルブレイク
グレンブーメランで敵を空中に拘束した後、体中から腕に集めたドリルを超大型に変えて頭上に構え、自身をドリルもろとも高速回転させながら、頭から突撃して貫く必殺技。その際、破壊したガンメンからグレンブーメランは無傷で戻ってくる。なお、カミナが使用した時は爆発後に、シモンが使用した時は爆発前に、グレンブーメランが戻ってくる。使用時に演出として何かを象徴するかのように宇宙が背景に浮かび、最後に巨大な螺旋を示す渦巻銀河が浮かび上がる。
第1部最終話でカミナが命と引き換えに編み出し、後にシモンが受け継いだ魂の必殺技。
スカルブレイク
パンチを放ち、拳が命中した瞬間にドリルを発動させ、敵ガンメンの内部だけを破壊する技。第9話冒頭で、自暴自棄になっていたシモンが敵ガンメンを破壊した際に使用された。
フルドリライズ
他に全身から細く長いドリルが大量に伸び、周囲の敵を串刺す技。正確には、全身から可能な限りドリルを突出させた状態を「フルドリライズ形態」と呼ぶ。海洋堂から出ているリボルテックではノーマル形態のグレンラガンとは別に、全身に大小37本のドリルが付属している「フルドリライズ形態」として販売された。
ギガドリルマキシマム
ギガドリル級ドリルによるフルドリライズ形態となり、ハリネズミのような姿になる事で、強大な螺旋力で全方位の敵を一掃する。しかし自身はドリルの中心にいる為、敵の至近距離で使うとグレンラガンも多大なダメージを受ける。なお、ギガドリルには敵の放ったエネルギーを吸収し、それを反射する特性がある為、それを利用した攻撃も可能となっている。
ダブルブーメランスパイラル
背面のブースターを分離し、胸部のグレンブーメランと共に投擲する技。ブースターの形状がブーメラン状となっている。
※他に全身から小型のドリルミサイルを全方位に向けて発射する技などがある。「スーパーロボット大戦シリーズ」ではこの攻撃は上述の「フルドリライズ」の別演出とされている。また、ギガドリルを伸縮・変形させる事も出来、巨大な傘状のドリルに変形させて、盾として用いる事も可能となっている。
ギガドリルブレイク大グレン団スペシャル
『紅蓮篇』の、北カナンドマ高原の決戦において使用。キングキタン、ダヤッカイザー、キヤルンガ、キッドナックル、アインザー、ツインボークン、ソーゾーシン、モーショーグン、ヨーコMタンクら大グレン団ガンメンのパワーを借りて放つ必殺技。復活したシモンが、新たな仲間ニアを含めた仲間達と共に四天王の合体ダイガン「ドテンカイザン」に向けて放ち、グアームとアディーネを葬った。

#### 大グレン団団員機
キングキタン(King Kittan)
キタン専用ガンメン。獣人から強奪した星型ガンメン。名の由来は搭乗者であるキタンと、王（キング）から。各部の突起状のパーツが特徴。キヤルンガ（後述）との合体により、両端に穂先を備える槍と盾を装備し「キングキタンDX（デラックス）」へと換装する。第3部で再びキタンの元へ戻った際には、マッケン、レイテ夫妻の手により、右腕がスピンバリアー弾を発射できるよう改良された。また、第4部では他のガンメン達と同様にレイテ考案のアークグレンラガン級ガンメン「スペース・キングキタン」に搭乗した（キタンがキングキタンに搭乗し、キングキタンがスペースキングキタンに搭乗する形になる）。カラーリングはゴールド。
銀河螺旋海溝にあるデススパイラルマシーンを破壊する為、キタン単身で特攻。デススパイラルマシーンの爆発に巻き込まれ大破する。
キタンスティンガー
コミックスに登場。頭部の突起2つを閉じて相手を貫く。しかしエンキに防がれてしまう。
キタンスティンガー脳天地獄裂き
頭部の突起2つを閉じて相手を貫き、そのまま開く事で真っ二つにする荒技。
キングキタン・ギガドリルブレイク
キタンがお守りとして持ってきたグレンラガンの破損したドリルがキタンの螺旋力覚醒によってキングキタンの右腕に融合、超巨大化させて敵に突っ込む必殺技。
ダヤッカイザー(Dayakkaiser)
獣人から強奪した「ホーダイン」を改造した西洋鎧型ガンメン。名の由来は搭乗者であるダヤッカと帝王（カイザー）から。大型カノン砲を装備する後方支援型の機体。カラーリングはブルー。ダヤッカ専用ガンメンだが、彼がダイグレンの指揮を執っている時はキヨウがパイロットを代行する。第3部ではスピンバリアー弾を発射できるように改良され、再起したヨーコが搭乗した。後衛に回ることが多いダヤッカの立場上、彼自身が搭乗している場面は少ない。余談だが、大グレン団ガンメンの中でグレンラガン以外に唯一生き残った機体である。
第4部では他のガンメン達と同様にレイテ考案のアークグレンラガン級ガンメン「スペースダヤッカイザー」に搭乗し、ヨーコが駆った。小説版においては「ヨーコカイザー」と改名されている。
キヤルンガ(Kiyalunga)
第2部のみに登場するキヤル専用ガンメン。足首の無いスピアー状の脚部が特徴。ツインタイプの槍と盾に分離・変形し、キングキタンに装備出来る。なお、その際コックピットはキングキタンの背面部に装着される。カラーリングはピンク。
アインザー
アイラック専用ガンメン。獣人から強奪したバッタ型ガンメン。高い跳躍力を駆使した高機動戦闘を得意とする。上部に設置された銃座にヨーコが搭乗する事で、移動砲台にもなる。カラーリングはグリーン。第3部では背中の銃座が排除され、スピンバリアー弾を発射する砲台が設置された。
第4部では他のガンメン達と同様にレイテ考案のアークグレンラガン級ガンメン「スペースアインザー」に搭乗した。劇場版および小説版では、超銀河ダイグレンに予め搭載されていたガンメンであり、それにそのまま搭乗する。
アインザーplus1
アインザーがマイナーチェンジしたガンメン。ヨーコを乗せていたシートを外し、代わりに主砲を取り付けて火力を上げている。
キッドナックル
キッド専用ガンメン。獣人から強奪したガンマンの様な猿型ガンメン。足が無く4本の腕を持つ。上部に付いた大きな2対の腕で歩行し、下部に付いた小さな腕には二丁拳銃を持つ。カラーリングはグレー。第3部では、拳銃からスピンバリアー弾を撃てるように改良された。
第4部では他のガンメン達と同様にレイテ考案のアークグレンラガン級ガンメン「スペースキッドナックル」に搭乗した。劇場版および小説版では、超銀河ダイグレンに予め搭載されていたガンメンであり、それにそのまま搭乗する。
ツインボークン(Twin Boukun)
ジョーガン&バリンボー専用ガンメン。獣人から強奪した2つ顔の2人乗りガンメン。名の由来は「双子の暴君」から。2対の顔の口から腕が生えており、拳をワイヤー付きのロケットパンチとして放つ。他のガンメンより一回りほど大きく、タフさが取り柄。通常、口が搭乗口であるガンメンでは珍しい機体。カラーリングはパープル。第3部では、両掌からスピンバリアー弾を撃てるように改良された。
第4部では他のガンメン達と同様にレイテ考案のアークグレンラガン級ガンメン「スペースツインボークン」に搭乗した。劇場版および小説版では、超銀河ダイグレンに予め搭載されていたガンメンであり、それにそのまま搭乗する。
ソーゾーシン(Sozoshin)
ゾーシィ専用ガンメン。獣人から強奪した脱出ポッド装備付きガンメン。名の由来は騒々しい+創造神から。ひょろりとした体躯が特徴。索敵性能が高い。カラーリングはブラウン。第3部では指先からスピンバリアー弾を撃てるように改良された。少々やられ役の傾向があった。
劇中では登場しなかったが、設定上指先を振動させることにより音波攻撃「ソニックジャマー」を行うことができた。
第4部では他のガンメン達と同様にレイテ考案のアークグレンラガン級ガンメン「スペースソーゾーシン」に搭乗した。劇場版および小説版では、超銀河ダイグレンに予め搭載されていたガンメンであり、それにそのまま搭乗する。
モーショーグン(Moshogun)
マッケン専用ガンメン。名の由来は猛将軍から。獣人から強奪した東洋兜型ガンメン。髷を結っており、袴をはいた様な外見。二振りの日本刀「ワキザシブレード」を武器にしている。カラーリングはシルバー。第3部では、両肩からスピンバリアー弾を撃てるように改良された。
劇中では登場しなかったが、設定上ワキザシブレードはチェーンソードに変形可能であり、普段はその状態で機体の腰部分に収納されている。なお、劇場版ではチェーンソードを使っているシーンが追加された。
第4部では他のガンメン達と同様にレイテ考案のアークグレンラガン級ガンメン「スペースモーショーグン」に搭乗した。劇場版および小説版では、超銀河ダイグレンに予め搭載されていたガンメンであり、それにそのまま搭乗する。
ダイグレン(Dai-Gurren)
元の名は「ダイガンザン」。足の付いた巨大地上戦艦型ガンメン。第二部における大グレン団の旗艦。内部格納庫に多数のガンメンを搭載可能。主砲9門のほか無数の副砲を搭載、両腕にて搭載ガンメンを遠距離まで投擲したり、直接相手を殴るカタパルトアームが武器。艦首には「ホウチョウアンカー」が装備されている（射出可能）。
激闘の末、カミナの犠牲と引き換えに大グレン団に強奪される。強奪後はヨーコの強い希望により「ダイグレン」と改名され、一度破壊された艦橋の形が変わり、外装は団のイメージカラーである赤に塗り替えられている。再起不能寸前まで破壊されたグレンを、一週間で元通りに直すほどの生産能力及び修理能力を有している。元々は地上専用だったが、リーロンの改装により水上航行が可能になった。また、猛ダッシュ後に山から大ジャンプし、ダイガンテンへの回し蹴りを敢行するという戦艦らしからぬ大アクションを見せた。その後、損傷したダイガンテンからトビダマ（飛行機関）を奪い、飛行能力を得た。
テッペリン攻略時にはテッペリンに突貫し、全弾を撃ち尽くした後に艦体ユニットの起爆装置を作動。ユニットを分離させた後、地表へ脱出した。その後は大破に近い状態となり、役目を終えた。『螺巌篇』にて地表に脱出した本体がそのまま公園のモニュメントになっているのが確認できる。

### 獣人陣営
エンキ / エンキドゥ / エンキドゥドゥ(Enki / Enkidu / Enkidudu)
ヴィラル専用ガンメン。他のガンメンと比べより人間に近い頭身をしている。武装は日本刀状のエンキソード2振りに加え、兜からのビーム、ニードルガン、ミサイル、腕部シールドなど他のガンメンに比べて多彩であり、巨体に似合わず高い運動性、瞬発力を持つ。また、単独での飛行能力も備える。序盤はヴィラルの技量と相まって強敵としてグレン団の前に立ちはだかった。頭頂部の兜はグレンラガンに奪われており、ヴィラルはこれを大層気に入っていたのか取り戻そうと血眼になる。
後に兜の代替として鎌状の着脱式カッター「エンキラッガー」を装備した改修機「エンキドゥ」として登場。ちなみにエンキラッガーを外すと、操縦席がむき出しになる。
王都テッペリン戦では腕部を4本に増設した「エンキドゥドゥ」としてパワーアップ。玉座の間にて4振りの刀を駆使した四刀流でグレンラガンに挑んだが、螺旋力が高まり、仲間の後押しもあって気合の入ったシモンの敵ではなく、一蹴された。
7年後も反政府勢力の戦力としてゲリラ活動を行っていたが、長年の戦闘で蓄積されたダメージとグラパールの猛攻の前に故障する。名の由来は、塩基及びバビロニア神話のエンキドゥ。神話のエンキドゥは「獣人の容姿」「元は敵同士である相手と認め合い、親友となる」などヴィラルと共通点が多い。
なおフランスの漫画家（バンド・デシネ作家）にエンキ・ビラルがいるため、視聴者間から「ヴィラルが搭乗するガンメンだからエンキである」との関連も指摘されたが、こちらはスタッフによって偶然の一致であると公式に否定されている。
エンキ・サン・アタック
頭頂の兜から発射される破壊光線。技名は漫画版にて判明。強力な熱量によって山をも一瞬で消し去る。
カオパ=ジール
毛玉のような獣人、ジャモイチ兄弟が操る16面合体ガンメン。腕の先端部のガンメンをロケットパンチのように飛ばしたり、バラバラに分離して回転しながら突撃したりと、分離・合体を繰り返しながら戦う。その様子を見たカミナは「スジが通ってない」「合体ってのは簡単にくっついたり離れたりするモンじゃない」と批判。最後はグレンラガンの腕のドリルで全てのガンメンを串刺しにされて敗北。
デカブツ(Dekabutsu)
天空を突き抜けるほどの巨体を持つ超特大ガンメン。テッペリン王宮の真の姿。左腕のハンマーアームとドリル形状の脚部、無数のビーム砲、数え切れないほどのガンメンを搭載している。ロージェノムが倒された後は、まるで後を追うかのように崩落した。
カミナシティ建設後、胴体部分は中央政府の官庁として再利用されたが、アークグレンの起動の際に押し寄せてきたムガンの大隊の猛攻により破壊された。なお、テッペリンそのものは本来螺旋族の征服型惑星開発システムであった為、それを利用し新政府は僅か7年での急速な発展と復興を可能としていた。
『紅蓮篇』においては、カテドラル・ラゼンガン内の超絶螺旋エンジンとして機能している。
ラゼンガン(Lazengann)
真・螺旋王機、漢字で表すと「羅善巌」。ロージェノムの銀河大戦時からの愛機である漆黒のガンメン。頭部の形状はグレンラガン（ラガン）に酷似するが、体型はより人体に近いスマートなシルエットで、頭部の巨大な一本角と尻尾が特徴。起動時は6人の侍女がコアドリルに変身し、胴体表面の孔にスピン・オンする。
全身から伸びるドリルを武器とするなど機能にも共通点が多いが、ロージェノムの莫大な螺旋力と相まって、グレンラガンを圧倒する戦闘力を発揮する。必殺のギガドリルブレイクすらも打ち破り、グレンラガンを窮地に追い詰めたが、シモンと同乗していたニアの2人の螺旋力を込めたラガンのラガンインパクトを受け大破した。しかし、アンチ・スパイラルとの最終決戦の際、ロージェノムの肉体と共に復活。その後インフィニティ・ビッグバン・ストームの前に散るも、量子分解の際にエネルギーと同化、膨大な螺旋力となり、グレンラガンに最後の力を与えた。劇場版やグレパラの描写を見る限り、この機体もグレンラガンと同じくラガンタイプのガンメンが他のガンメンを乗っ取って出来ていると推測される。
フルドリライズ
全身からドリルを剥き出しにする。
旋闘術
格闘で攻撃する。
奥義・無想螺旋反転
ラゼンガン版「ギガドリルブレイク」。全身の巻き線から巨大なドリルを形成、相手を貫く。
技名は全て「スーパーロボット大戦シリーズ」で命名。

#### 四天王の要塞型ガンメン(ダイガン)
ダイガンザン(Dai-Gunzan)
ダイグレン参照。グレンの示す帰投先で、元々はチミルフの座乗艦だった。
ダイガンカイ(Dai-Gunkai)
アディーネが座乗する潜水母艦型ガンメン。エビやサソリ、カブトガニを思わせる異形が特徴。内部には多数の魚雷型ガンメンを搭載する。本来は水中戦用だが、周囲に水流を発生させる事で地上行動も可能としている。セイルーンとほぼ同時に、グレンラガンのドリルアタックで撃破された。
ダイガンド(Dai-Gundo)
王都テッペリン守護を目的に建造されたグアームの難攻不落要塞型ガンメン。非常に強固な装甲を備えるドーム状の艦体に無数の砲台とミサイルを内蔵する。墜落したダイガンテンと衝突しても傷一つ負わなかったが、グレンラガンの地下からのドリルアタックで串刺しにされ破壊される。
殺人回転木馬
グアームが操縦席で回転する事で艦を高速回転させ、大竜巻を起こす技。テッペリンとの連携によって都市全体に強固な防御壁を展開する。
ダイガンテン(Dai-Gunten)
シトマンドラが座乗する飛行要塞空母型ガンメン。大型のトビダマを4基搭載し、巨体ながら高高度の巡航飛行を可能とする。巨大な顔を持つ艦橋部を中心に、内縁に3段式の大型飛行甲板、外縁に2段式の小型甲板を左右1基ずつ、計4基を放射状に配置。艦底には3連装主砲2基と副艦橋を備える。空対地の優位を活かし飛べないダイグレンを苦しめたが、予想外のダイグレンの空中回し蹴りを喰らい損傷、撤退を余儀無くされる。2度目の対決となったテッペリン防衛戦では主砲を大型のミサイルに換装。ダイガンドとの同時攻撃で優位に戦いを進めたが、奪ったトビダマにより飛行能力を得たダイグレンの艦首に貫かれ撃沈された。

#### 『紅蓮篇』で初登場するダイガン
ダイガンザンドゥ(Dai-Gunzandu)
ヴィラル専用ダイガン。チミルフのダイガンザン（=ダイグレン）と同タイプだが、胴体部分はヴィラルの愛機であるエンキドゥをモチーフにしており、4本の腕と頭部にはダイガンザンラッガーを搭載する。カラーリングはホワイト。
ドテンカイザン(Doten kaizan)
グアームの「ダイガンド」、シトマンドラの「ダイガンテン」、アディーネの「ダイガンカイ」、ヴィラルの「ダイガンザンドゥ」が4隻合体した、地上、海中、空中、山岳とあらゆる地形で力を発揮する螺旋王四天王完全要塞。グアーム・アディーネ・ヴィラルの三名が合体させた。ミサイルの一斉掃射により圧倒的な破壊力を見せつけるが、グレンラガンのシールドによって防がれた後、大グレン団ガンメンの力を合わせた「ギガドリルブレイク大グレン団スペシャル」によって貫かれて撃破された。

#### 四天王のカスタムガンメン
ビャコウ(Byakou)
チミルフ専用カスタムガンメン。エンキ同様人間に近い頭身で、額にもう1つの顔を持つ。ビーム刃を出す槍を武器としている。グレンを大破させ、カミナに致命傷を負わせるも、グレンラガンの渾身の一撃を受け破壊される。名の由来は四神の1つ白虎。チミルフ→チミン+シルフ（風の精霊）→風に象徴されるのは西→西の守護獣白虎というつながり（実際の白虎の象徴は金属）。
破軍の刃槍（アルカイド・グレイヴ）
ビーム刃を発生させた槍で相手を貫く。
断罪の焔（コンデム・ブレイズ）
ビーム刃を発生させた槍でそのままビームを放つ。
セイルーン(Sayrune)
アディーネ専用カスタムガンメン。女性の様な華奢な体躯が特徴で、眼の様な模様が描かれた飛行用ウイングを装備する。2本の鞭状の武器とウイングを繋げたブーメランを駆使した中距離戦闘を得意とし、更にサソリ形態への変形機構を有する。水中戦闘能力も高く、魚雷ガンメン以上のスピードでグレンラガンをも翻弄するほど。ダイグレンの相打ち覚悟の主砲零距離射撃により破壊された。名の由来は四神の1つ青龍。アディーネ→アデニン+ウンディーネ（水の精霊）→水に象徴されるのは東→東の守護獣青龍というつながり（実際の青龍の象徴は木）。
鮮血の抱擁（ブラッディ・クラスパー）
背中のウイングを合わせ、ブーメラン状にして相手に投げ放つ技。しかし、突進中のグレンラガンには効かず、すぐさま破壊されてしまった。
ヘイトレッド・ニードル
「スーパーロボット大戦シリーズ」で命名。蠍形態になりハサミで攻撃した後、尾を突き刺したまま振り回す。
ゲンバー(Gember)
グアーム専用カスタムガンメン。搭乗者を反映したかの様な重装甲タイプの機体で、防御力とパワーを活かした格闘戦を得意とする。また、背中にも逆さまの顔があり、昆虫形態への変形機構を持つ。操縦席にはマジックアームがあり手足の短いグアームはそれを使ってゲンバーを操縦している。カミナの死を乗り越え成長したシモンのグレンラガンの前に為す術無く破壊されるが、グアームは脱出装置で撤退した。名の由来は四神の1つである玄武。グアーム→グアニン+ノーム（地の精霊）→地に象徴されるのは北→北の守護獣玄武というつながり（実際の玄武の象徴は水）。
ゲンバープレス
長い腕から棘を生やし、ベアハッグで押し潰しつつ串刺しにする技。劇場版では名称が「絶望の刻印（デスペラード・エングレイブ）」に変更されている。
絶望の刻印（デスペラード・エングレイブ）
上記の技とは別物。触角で相手を捕獲し、昆虫形態のまま噛み砕く。
シュザック(Shuzack)
シトマンドラ専用カスタムガンメン。セイルーン同様の細身な体型が特徴。両肩から伸びた刃状の翼と両脚のトビダマによって高い空戦能力を誇る。両腕は伸縮自在な多関節アームとなっており、鋭利な爪を組み合わせた打突に威力を発揮する。他に、胴体に円形ノコギリのような武装が存在する。最後は変形し本領を発揮しようとするも、ダイガンテンと共にダイグレンに串刺しにされて破壊された。その為、TV版では四天王で唯一必殺技を披露していない。劇場版では下記の2つの技が追加されたが、いずれも完遂できないまま倒されているため、初めてその全貌が明らかになったのは『第2次スーパーロボット大戦Z 破界篇』においてである。名の由来は四神の1つである朱雀。シトマンドラ→シトシン+サラマンドラ（火の精霊）→火に象徴されるのは南→南の守護獣朱雀というつながり。
堂々たる大庖丁（マジェスティック・ビッグ・チョッパー）
右手を回転ノコギリに変形させ相手を切り裂く。この技でニアを処刑しようとしたが、再起動したラガンにノコギリを破壊された。
破滅の大羽（デモリッション・プルーム）
巨大な顔状の形態に変形し全身から無数の楔状の刃を相手に向かって撃ち出す。前述通り『第2次スーパーロボット大戦Z 破界篇』で初めて全貌が明らかになった技である。

## 第3部・第4部から登場

### 人間（大グレン団）陣営

#### 主人公機
アークグレンラガン(Arc Gurren Lagann)
グレンラガンとアークグレンが"合体"（厳密には"搭乗"）して完成した、全長5km程に及ぶ超弩級ガンメン。アークグレンをカラーベースとした銀色の姿となる。人型に変形したアークグレンの艦橋下部にある巨大コクピットにグレンラガンが格納、右手のギガドリルをスピンオンする事で起動する。
稼働後の操縦はギミー、ダリーのグラパールでも可能。コクピットの位置はグレンラガンとシモンの位置関係をそのままスケールアップさせた形で、口内がそれに該当する。なお、合体時の名乗りは「怒涛合体」である。本来元々変形機構を有していなかったアークグレンが、この形態になれたのは、リーロンの機転によってグレンラガンにアークグレンの機能を乗っ取らせて構造を改変し、変形に対応出来るようにしたおかげである。なお、『螺巌篇』においては、元より合体機能があったものとされている。脚部には地上用のランディングギアを備えている（本編未登場）。アニメ本編ではこの機体の性能を基にして、レイテが「スペースガンメン」を開発した。
時空烈断バーストスピニングパンチ（じくうれつだんバーストスピニングパンチ）
フルパワーのアークグレンラガンによる、膨大な螺旋力を纏った右アッパーパンチ。殴りつけた対象は螺旋状のエネルギーの奔流の中を飛ばされ、その威力で時空間の壁を砕いた後、次元境界面向こうの時空の彼方へと吹き飛ばされる。なお、この技も拳の背景には渦巻銀河が浮かび、吹き飛ばした時空の彼方では銀河の渦が確認できる。
ボルテックスキャノンマキシマム
小説版で登場。ギガドリルマキシマムのビーム砲版。アーテンボローが放ち、ムガンの大半を撃墜した。
アークギガドリルブレイク
アークグレンラガンの放つギガドリルブレイク。小説版および劇場版に登場（劇場版では「アークグレンラガンギガドリルブレイク」と呼称されている）。アークグレンラガンに見合ったサイズで威力は通常のグレンラガンの数百倍になる。
スーパーイナズマドリルキック
漫画版で使用。強烈な飛び蹴り。カテドラル・ラゼンガンのパンチを粉砕した。
超銀河グレンラガン（ちょうぎんがグレンラガン）(Super Galaxy Gurren Lagann)
超絶螺旋・超弩級ガンメン。シモンの莫大な螺旋力をコアとし、グレンラガン、アークグレンラガンをギア伝達し、超銀河ダイグレンが合体・変形した、グレンラガンの究極形態。その大きさは衛星サイズにも及び、超銀河ダイグレンをベースとした黒金の姿となる。変形には超銀河大グレン内超絶螺旋エンジン（アークグレンラガン）で膨大な螺旋力をためる必要がある為、変形完了までに20分程度の時間を費やす事となる。変形の際にはアンチ=スパイラルの猛攻に劣勢を強いられたが、螺旋力に目覚めたブータの協力と、キタンのデススパイラルマシーン破壊に伴い、再変換された螺旋エネルギーを吸収した事で遂にその姿を現した。合体時の名乗りは「天上天下一騎当神」となっている。またその際シモンのゴーグルは星型に変化した。これはカミナのサングラスを超えるものとしてデザインされ、シモンがカミナを超えた事を象徴するものである。
この時点でシモン自身の螺旋力は銀河を生み出す程にまで達しており、その力を遺憾なく発揮する超銀河グレンラガン自身の内包するエネルギー量も小宇宙を生み出すレベルとなっていた。小惑星を物理的にぶつけられても揺らがない圧倒的な螺旋フィールド（バリア）と、惑星規模の敵機体を片腕で破壊するパワーを誇る。
なお、劇場版ではカテドラル・ラゼンガンを奪還した際に変形した際は顔にサングラスは着けておらず再変形した際にサングラスが装備されさらに、キタンの死を悲しんでいるかのように血涙を流しているような顔つきに変更されている。
可能時空軸一斉射撃
多次元確率変動制御ワープに因り、出現位置と、存在している時間軸を予測出来ない敵に対し、近過去と近未来へとタイムレンジを広げてトレースを行った上でフルドリライズされたドリルを砲門とし、無量大数にも及ぶ全方位の軍勢を一斉射撃する技。これにより並立する時空連続体に対しても攻撃が可能となっている。各砲門名は「メイルシュトローム砲」「メガボルテックスキャノン」等で、ヨーコ、ギミー、ダリーが発射を担当する。
グレンブーメラン超銀河大切断
頭部と胸部のサングラスを合体させた超巨大グレンブーメランによる投擲攻撃。アシュタンガ級を一撃で切り裂く。
超銀河ギガドリルブレイク
超銀河グレンラガンの放つギガドリルブレイク。両肩の超巨大ギガドリルを連結し、右手に装着して放つ。巨大なアシュタンガ級二機を一撃で貫く威力を見せた。超銀河グレンラガンもフルドリライズ形態へ移行する事が可能だが、機体サイズそれ自体が巨大な為、巨大なドリル一本一本が更にフルドリライズされており、それら全てが超螺旋砲となっている。
※他にもグレンラガンの使用する技、機能（ワープなど）はすべて再現可能だが、衛星級のサイズを持つ超銀河グレンラガンが放つそれは、どれも桁違いの破壊力を誇る。

天元突破グレンラガン(てんげんとっぱ-)(Tengen Toppa Gurren Lagann)
認識が実体化する超螺旋宇宙において、大グレン団メンバーの思念を取り込み実体化した最大にして最強、そして最後のグレンラガン。その姿は螺旋の炎を纏った紅い鬼神となり、大きさは銀河をも凌駕する。推測される全長はグレンラガンの×1025（10𥝱）倍 = 約52.8億光年程度。また、『螺巌篇』のオーディオコメンタリーでの解説では「頭からつま先まで光の速さで10万年」とも語られており、こちらに従えば身長10万光年程度ということになる。
グレン団のメンバーのそれぞれの強い意志により下半身がコアドリル化し、超銀河グレンラガンにスピン・オンして誕生した。全身の顔部分にそれぞれのメンバーが搭乗する。
アンチ=スパイラルを相手に超螺旋宇宙を舞台として、時間と空間を超越した最後のタイマン勝負を繰り広げ、宇宙の中心（天元）を打ち貫く如き力を見せる。
搭乗メンバーはシモンの他に、ニア、ヨーコ、ヴィラル、復活したロージェノムを初めとした、最終決戦に臨んだ大グレン団メンバー全員である。この時点で超螺旋宇宙の影響により大グレン団メンバーがその螺旋力を覚醒させ、全員が先述したシモンの銀河を生み出す程のパワーに匹敵する力を引き出している（全ての生命が過剰銀河と化すスパイラルネメシスの前段階と言える）。その超絶的な内包パワー故に攻撃力、防御力、スピード共にこれまでのグレンラガンと比較しても尋常ではなく、ビッグバンのエネルギーにも数刻耐える防御力を誇る。光速を遥かに超えるスピードの原理は、グレンラガンの行動の現出そのものを連続的に宇宙で発生（選択）させている為。宇宙空間に立っていたり銀河を投げられるなど、認識実体によってあらゆる物理法則を支配、無視している。
圧倒的なパワーによる格闘戦の他、搭乗者の能力を直接アウトプットする事が可能な為、ヨーコ、ヴィラル、ダヤッカ、ガバル、アーテンボローなど各パイロットが創造した得物を繰り出す。グランゼボーマの放った「インフィニティ・ビッグバン・ストーム」を吸収してフルドリライズ形態となり、搭乗者の意志の力によりドリルは何度砕かれようと生み出された。
俺の嫁は宇宙一スイング
ダヤッカ、ガバルが創造した超次元アンカーで、アンチ=スパイラルを拘束した上で振り回し投げつけた。（嫁とはキヨウのこと。）
ラゼンガン・オーヴァロード
ロージェノムの搭乗したラゼンガンが、天元突破グレンラガンの腹部から出撃した際に行っていたオーバーロード状態を指す。「インフィニティ・ビッグバン・ストーム」を受け止め、肉体が量子分解するもビッグバンのエネルギーと同化、それにより超巨大なドリルを生み出し宇宙創生のエネルギーをシモンに託した。
確率変動弾
神の領域である確率変動（因果律操作）を行い、絶対防御を誇るアンチ=スパイラルにすら命中させる弾頭を発射する。起こしている事象はアシュタンガ級のものと同様だが、ミサイルの形状はドリルとなっている。創造したのはアーテンボロー。
ハイパーギャラクシーベルト
小説版で登場。重力場を調整して周囲の銀河を集約、帯状としそれが天元突破グレンラガンの周りを回転しガードする。これにより一時的にアンチスパイラルの攻撃を凌いだ。
ダイグレンオー
コミック版に登場するグレンラガンの強化形態。大グレン団の全機体との合体を果たしたもの。合体した機体の武装を使う事が出来る。胴体にキングキタン。両肩にツインボークン。右腕にモーショーグン。左腕にヨーコMタンク。左足にキッドナックル・アインザー。右足にソーゾーシンとなっている。
スペースガンメン
超銀河ダイグレン内でレイテの手によって生産されたアークグレンラガンクラスの巨大ガンメン。搭乗に際してはガンメン乗りの乗ったガンメンがさらに中に乗るというマトリョーシカ方式を使っている。
小説版および劇場版では、超銀河ダイグレン（カテドラル･テラ）に予め搭載されており、超銀河大グレン団面々が搭乗するガンメンはスペースガンメンを操縦するためのユニットとされている。これらはロージェノムら螺旋族が、かつての大戦において用いたガンメンである。

#### その他
グラパール(Grapearl)
新政府が開発した人型汎用兵器。人類軍のガンメンの大半が獣人からの強奪機体だった7年前当時と違い、基礎設計の段階から造り上げられた初の機体である。開発にはグレンラガンから得られたデータが多く反映されており、より戦闘に特化した機体に仕上がっている（ヴィラル曰く「グレンラガンもどき」）。名前の由来は、最終回での「グレンラガンがいっぱいある！」という子供のセリフが示す、その意となっている。また、背部に搭載されたトビダマにより単独での高速飛行も可能。主兵装は射撃用の「ハンドガン」と接近戦用の「グラパールブレード」。これらの武装は当初ムガンに効果的なダメージを与えられなかったが、後にリーロンら科学局が、ムガンを防御フィールドで覆い大爆発を防ぐ「トルネードシールド」や、螺旋弾とトルネードシールドの効果を合わせ持つ特殊弾を装填した「スピンバリヤー弾ライフル」、螺旋状のビームを放つ大型砲「スパイラルボンバー」などを開発し、グラパール各機に装備された。これにより、対ムガン戦においても被害を抑えて撃破する手段が確立された。
第4部ではアークグレンラガン級ガンメン同様に「スペースグラパール」に搭乗していた。一方、小説版においてはリーロン達の調整によって「スペースギャンザ」に搭乗し、劇場版では「スペースガンマール」に搭乗する（後述）。グレンラガンの胴体であるグレンは元々ギャンザを改造した物であることが関係しており、そのグレンラガンを元にしたグラパールはスペースギャンザとの相性が良かったようである。
一般の量産機はグレーベースのカラーリングだが、一部のエース機などパーソナルカラーに染められた機体も存在する。ギミー機、ダリー機はそれぞれブルー系、ピンク系で塗装されており、頭部の装飾など細部の形状が異なる。
アークグレン(Arc Gurren)
超弩級スペースダイガン。最大乗員数は70万人を誇る巨大戦艦である。元々はロージェノム軍の戦艦で、デカブツ真下の地下深くに封印されていたもので、新政府がロージェノムの深層意識にある記憶によって発見した艦である。デカブツと同サイズ、同系統のダイガンとなる。
超螺旋エンジンと呼ばれる超出力のエンジンを搭載しており、ロージェノムの生体コードと莫大な螺旋力により起動する。防御装備として「螺旋力シールド」を張り、ムガンのビーム砲を防ぐ事が出来る。なお、出力は搭乗者の意思により増減する。
本編では、月衝突の際、シェルターへ避難できないカミナシティ周辺の住民36万人と数種類の動物を成層圏外へ避難させるために使用されている。
超銀河ダイグレン(ちょうぎんが-)(Super Galaxy Dai-Gurren)
地球の月に偽装されていた超々弩級ダイガン。かつてはロージェノム軍の旗艦であり、“カテドラル・テラ(CATHEDRAL TERRA)”と呼ばれていた。アンチ=スパイラルの手中に落ちた際、月へ形を変えられ「人類殲滅システム」を仕掛けられる事となる。中枢にギガドリルをスピンオンする事で制御を支配下に置く事が可能となり、大グレン団の支配下になった時にシモンが「超銀河ダイグレン」と命名した。戦艦（ダイガン）形態でも全長は月のそれとほぼ同じサイズである。そのため、地球に着陸するのは不可能となっている。
超螺旋索敵と呼ばれるセンサーを備えている。また、次元アンカーにより虚数空間への干渉も可能で、隠されていた本物の月を異次元からサルベージしていた。また、何らかの形で一度認識した物質を元に割り出した次元座標ならば、次元の狭間に形成された隔絶宇宙であっても一瞬で転移が行える（螺旋界認識転移システム）や、超弩級の生産性を誇るプラントを備えており、アークグレンサイズのスペースガンメン、スペースグラパール隊を瞬く間に生産する事も可能とした。内部は余りに広大な為、艦内移動にはワープゲート装置を使用する。
切り札として超絶螺旋エンジンで膨大な螺旋力を溜め込むことにより、人型の超銀河グレンラガンに変形可能。
主な武装は船体に無数に装備された主砲や迎撃ミサイルのほか、防御シールドを装備している。
『紅蓮編』において、ラゼンガン及び、デカブツを超絶螺旋エンジンとして、超銀河グレンラガンと同タイプのガンメン"カテドラル・ラゼンガン"への変形を行う事も可能であると判明した。

### アンチ=スパイラル陣営
ムガン(Mugan)
アンチ=スパイラルの主力兵器。「人類殲滅システム」発動直後、尖兵としてカミナシティ上空に突如出現した。ガンメンと違って顔に当たる部位が存在せず、回転する円盤とブロック状パーツで構成された無機質な外観を持つ。
「ムガン（無顔）」の名はこの特徴にちなんで付けられた人類側の通称であり、正式名称は不明である。主兵装はビーム砲で、一点集中の「大出力ビーム砲」、または周囲への「全方位拡散ビーム砲」と使い分ける。なお、ビームのエネルギーを推進力に変換する事により超高速移動も可能。通常の攻撃は機体周囲に張られたバリアで無効化してしまい、登場時点で有効な攻撃方法はグレンラガンを駆るシモンの高威力の攻撃のみであった。しかも、たとえ撃破しても、その不安定な分子構造から即座に構成物質がエネルギーに変換されてしまい、無数の機雷をばら撒くに等しい結果となってしまう。そのため、グレン団は倒した後の構成物質の破壊にも気を配らなければならなかった。
いくつかのバリエーションが存在し、多数の通常タイプを牽引して運搬、統率する「上級ムガン」、はてはアークグレンですらも覆い尽くす全長が数km～数十kmにも及ぶ「キョムガン」、「クウムガン」などが存在する。キョムガンとクウムガンは合体して「クウキョムガン」となることも出来る。劇中、唯一フルCGで描かれた機体である。
アシュタンガ級
アンチ=スパイラル本星が存在する隔絶宇宙で待ち受けていた、石像のような外皮と仏像のような顔を持った超巨大敵母艦。正式名称は「多元進化確率生命体反螺旋突撃艦」。その巨大さは移動するだけで衝突した惑星を芥子粒のように砕く程である。大量の腕部により、周辺の惑星を投擲する「惑星投げ」や衛星サイズの大型ミサイル「衛星ミサイル」、螺旋力シールドすら無効化する「確率変動弾」などの武装を持つほか、多次元確率変動制御により時間軸内を揺れながら移動する「ランダムシュレディンガーワープ」を行う。アシュタンガとは、ヒンディー語で「8つの手足」と言う意味。
ハスタグライ級（手）・パダ級（足）
アークグレンラガンサイズの手足の形をした、無量大数にも及ぶ量産機。アシュタンガ級の搭載機で、手足そのままの動作での、物量による物理攻撃や光線攻撃が主体。通称はそれぞれ「仏像ハンド」「仏像フット」。当初個々の戦闘力は低いと思われていたが、実際の戦闘力はグレン団を超える。
グランゼボーマ (Granzeboma)
アンチ=スパイラルが天元突破グレンラガンに絶対的な絶望を与える為に具現化した、天元突破グレンラガンの反存在。名前の由来は「グレンラガンを絶対的絶望で滅亡させようとする究極的宇宙魔神」で、決戦後にロシウが命名したものである。
天元突破グレンラガンと同じく銀河をも凌駕する体躯に、紫色のエネルギーが溢れる漆黒で生物的な体、更に四本の腕という禍禍しい姿を誇る。また、グレンラガンのドリルとは対照的に、全身には多数の「穴」が存在する。強大な力で天元突破グレンラガンすら圧倒し、超螺旋宇宙を舞台として最終決戦を繰り広げた。その二つの力の衝突は時空を繋ぐバイパスを発生させ、地球に住む全ての生命が時空を超越した戦いを目撃する事となる。
『螺巌篇』において超天元突破グレンラガンと同じ地平に立つ為、その体を更に巨大化、よりエネルギーそのものへと近づいた絶対的な魔神「超グランゼボーマ」へと姿を変え、真の最終決戦へと臨む。この姿では「元」螺旋族としての姿を思わせるドリルを纏っており、この通常のドリルですら自らの創造した大量の宇宙を塵芥粒のように消し飛ばすパワーを誇る。
額にあたる部分にアンチ=スパイラルの母星がある。アンチ＝スパイラルが敗北すると同時に大爆発を起こし、消滅した。
銀河手裏剣
周囲の渦状銀河を掴み、敵に向かって投げつける技。小説版での名称は"超銀河八つ裂き光輪"となっている。
インフィニティ・ビッグバン・ストーム
二つの銀河を融合させ、宇宙開闢の力ビッグバンにも匹敵するエネルギーを放つ攻撃。アンチスパイラル曰く「永劫に続く宇宙創世の業火」。その威力は余波によってグレートウォールの形成、超銀河団を初めとした宇宙の創造が行われる程で、天元突破グレンラガンを追い詰めた。
反螺旋ギガドリルブレイク
超グランゼボーマが『螺巌篇』に登場する超天元突破グレンラガンの「超天元突破ギガドリルブレイク」に対抗して放った、アンチスパイラル版のギガドリルブレイク。超天元突破ギガドリルブレイクと衝突した。ちなみにこの時のグランゼボーマのドリルの形状は反螺旋ギガドリルブレイクの名の通り、通常のドリルとは溝が反対になっている。

## 劇場版のみ登場するガンメン

### 大グレン団陣営
ヨーコMタンク
ホーダイン型の獣人用ガンメンを、リーロンが改造したヨーコ専用カスタムガンメン。ピンクを中心としたカラーリングがなされ、ヨーコが身につけている髑髏のバレッタもデザインされている。基本的には同じホーダイン型のダヤッカイザーと同型のガンメンだが、主砲はダヤッカイザーより短くなっている。『紅蓮篇』の最終局面においてリーロンがヨーコに渡し、他の大グレン団ガンメンと共にシモンのグレンラガンが起こす「ギガドリルブレイク大グレン団スペシャル」に力を送った。ちなみに監督によれば、ヨーコMタンクの「M」は「ミルク」のこと。
『螺巌篇』ではテッペリン攻略戦でもキングキタンらと共に獣人軍と熾烈な戦いを繰り広げた。宇宙では螺旋力を搭載したスピンバリヤー弾を搭載。
スペースヨーコWタンク
『螺巌編』に登場。超銀河ダイグレンに格納されていたスペースガンメン。ヨーコがヨーコMタンクで操縦する。
スペースガンマール
『螺巌編』に登場。超銀河ダイグレンに格納されていた、ラゼンガンタイプの量産型スペースガンメンで武器はスピンバリアー弾を発射できる槍。TV版で登場したスペースグラパールの代わりにギミーとダリーが搭乗し、決戦に臨む。

### 天元突破ガンメン
『螺巌篇』における超螺旋宇宙における最終決戦において現れた、大グレン団メンバー各々の不屈の心にて誕生したガンメン達。その外見は大グレン団のメンバーが搭乗したガンメンを模しており、いずれのガンメンも天元突破を果たし銀河と並び立つ程の巨大さとなる。また、大グレン団はこの時から「超銀河大グレン団」へと名を変える。『第3次スーパーロボット大戦Z 時獄篇』では天元突破グレンラガンの必殺技として使用できる。
天元突破ラガン
シモンが搭乗。元は天元突破グレンラガンの頭部、つまりラガンだが大きさはそれに見合ったスケールとなっており、兜の意匠も絢爛になっているほか、手足が展開しているためにアーマーショルダーが装備されている。一度は追い詰められながらも、シモンの不屈の闘志により、角からドリルを出してグランゼボーマに抵抗した。『第3次スーパーロボット大戦Z 時獄篇』ではこの状態でラガンインパクトを繰り出す。
天元突破ソルバーニア
ニアが搭乗。「ニア写真集」のイラストでメカデザイナー・吉成曜によって描かれていた、ニアが搭乗していたガンメン・ソルバーニアが天元突破を果たした姿。女性型のガンメン。ドリルの付いたスピア状の武器と、素早い身のこなしによりシモンの窮地を救い、グランゼボーマに戦いを挑む。
天元突破エンキドゥルガー
ヴィラルが搭乗。ヴィラルのかつての愛機であるエンキシリーズが天元突破を果たした最終形態。姫を守る誇り高い戦士として立ち上がったヴィラルの意思を汲み、天元突破エンキソードと12本の腕による剣術でグランゼボーマと渡り合う。
天元突破ヨーコWタンク
ヨーコが搭乗。スペースヨーコWタンクが天元突破を果たした姿。ソルバーニアと同じくよりヨーコに似た女性らしい姿となっている。全身が火器になっており、凄まじい火力を誇り、胸部分は意思を持ったおっぱいミサイルとなっている。ちなみに装備した火器や一部のパーツは分離可能。
天元突破ツインボークン
ジョーガンとバリンボーが搭乗。ツインボークンが天元突破を果たした姿。グランゼボーマの銀河手裏剣を受け止め砕くパワーと、圧倒的な防御力を誇る。また、掌から光弾も放てる。『第3次スーパーロボット大戦Z 時獄篇』では強力なアッパーを繰り出す。
天元突破キッドナックル
キッドが搭乗。キッドナックルが天元突破を果たした姿。アイラックと共に「超銀河つむじ風ブラザーズ」としてスピードを生かした連携攻撃を仕掛ける。外見は孫悟空を彷彿とさせるデザインで武器も2丁拳銃から螺旋形状の棒になっている。
天元突破アインザウルス
アイラックが搭乗。アインザーが天元突破を果たした姿。本機のみ天元突破した際に名前が変わっており、外見は恐竜を模したものになっており、その口から光弾を放ったり相手をかみついて攻撃する。
天元突破ソーゾーシン
ゾーシィが搭乗。ソーゾーシンが天元突破を果たした姿。ソーゾーシンと同じく特殊波長ビームを放つ攻撃を行うが、その効果範囲は絶大で銀河サイズのグランゼボーマの全身に届く程。
天元突破モーショーグン
マッケンが搭乗。モーショーグンが天元突破を果たした姿。天元突破ソーゾーシンとの連携で、「超銀河ギャラクシー斬り」をグランゼボーマに放つ。
天元突破グラパール
ギミーとダリーが搭乗。グラパールが天元突破を果たした姿。二人乗りの機体で、ギミーカラーの水色とダリーカラーの桃色が半身で分かれた機体になっている。二人が搭乗していたグラパール、スペースガンマールと同じく射撃主体での戦闘を行う。
天元突破ダイグレン
超銀河ダイグレン団クルーが搭乗。かつての大グレン団旗艦ダイグレンが天元突破を果たした機体。下半身が超銀河ダイグレン、上半身はダイグレンを模している。『螺巌篇』ではアーテンボローの「確率変動弾」や、ダヤッカの超次元アンカーによる「俺の嫁は宇宙一スイング」は、この天元突破ダイグレンが放ちグランゼボーマにダメージを与える。
超天元突破グレンラガン（ちょうてんげんとっぱグレンラガン）(Super Tengen Toppa Gurren Lagann)
『螺巌編』に登場する、天元突破グレンラガンすら超える真に最強最後のグレンラガン。ロージェノムから託されたビッグバンエネルギーを吸収した天元突破ラガンが、各々天元突破を果たしたグレン団の全ガンメン達と合体する事で誕生した（『第3次スーパーロボット大戦Z 時獄篇』では超グランゼボーマと同じ原理で巨大化し、後述の必殺技を使用する）。
青白く光を発するまでに進化した螺旋力により形作られた炎の人型は神そのものを、そしてシモン自身の姿を思わせる。グレン団の象徴である紅いサングラスとグレン団のマントを纏うその姿は、天元突破グレンラガンよりもさらに数十倍程大きく、銀河系や球場星団を遥かに超え、宇宙よりも巨大な大宇宙サイズとなる。
なお、他のグレンラガンの入れ子構造と同様に、内部の天元突破グレンラガンは頭部に位置しており、天元突破グレンラガンの胸部分のサングラスが紅く大きく変形、そのまま超天元突破グレンラガンのサングラスとなっている。
搭乗メンバーは天元突破グレンラガンと同じく最終決戦に臨んだグレン団の全員であり、その際の姿はエネルギーと同化した状態となり、力強く輝き全裸になる（スタッフ曰く「全裸はガイナックスの伝統」）。
宇宙そのものであり、多次元に及ぶ力を持つアンチ=スパイラルすら驚愕するエネルギー量を支配し、再び一つになった超銀河大グレン団の意志と共に、アンチ=スパイラルと最後のタイマン勝負を行う。
超天元突破ギガドリルブレイク
超天元突破グレンラガンが放つギガドリルブレイク。燃える螺旋力そのものが超巨大ギガドリルへと変形して現れる。大量の宇宙を芥子粒の如く破壊する威力を誇るも、アンチスパイラルの反螺旋ギガドリルブレイクとは威力が互角であった為、その衝突の余波でビッグクランチを引き起こし、超螺旋宇宙のみならずアンチスパイラルの創造した全ての宇宙を破壊する。無の世界となった直後にその破壊エネルギーの反動、螺旋と反螺旋の摩擦によって再度宇宙の創造（ビッグバン）を一瞬で引き起こし（インフレーション）、それでもエネルギーは全く尽きる事はなかった。二つの超絶ドリルが衝突する果てに現れるものは･･･。
シモンが自らに見出した「天を創るドリル」とは、この新たな宇宙を創造する力の事である。
また、天元突破グレンラガンと同じくマトリョーシカアタックも行っていた。天元突破のそれが体当たりの特攻であったのに対し、超天元突破が放つそれは、内部のグレンラガンがギガドリルを連続で貫き通す形となっており、更にはラガンに投げられたシモンの右の拳が振り下ろされた。
TV番組の企画において、最強のロボットに選出されている。
『第3次スーパーロボット大戦Z 天獄篇』ではスーパーギガドリルブレイクとも呼ばれる。

### アンチスパイラル陣営
カテドラル・ラゼンガン
吉成曜によるグレパラ「お前ら全員燃えてしまえっ！！！」で初登場。かつてのロージェノムが、カテドラル・テラを変形させた姿。超銀河グレンラガンと同タイプで、当時の螺旋族の艦隊を壊滅させた。
『螺巌編』にも登場。ムガンと同じく顔を持たない。クウキョムガンを撃破したアークグレンラガンの前に立ちはだかり、地球にパンチをして破壊しようとした。だがロージェノムヘッドによるハッキングと、シモンとニアの絆によって再び人類の守護神へ戻り、超銀河ダイグレン及び超銀河グレンラガンとしてアンチスパイラル本星への殴りこみの旗艦となった。カテラドル・テラおよび超銀河ダイグレンの巡航形態への変形機構も兼ね備えているが、その形態の際の戦闘力は半分となる。

## その他

### ニア専用ガンメン
ソルバーニア
『ニア写真集』に描かれているニア専用ガンメン。女性型のガンメンで、武装はドリルの付いたスピア。TV版には登場しない。

### 小説版に登場する機体
ギルガ
1巻で登場。女獣人リューシュが搭乗する重装甲ガンメン。グレンラガンのドリルに貫かれ撃破される。
超高圧強襲戦艦ナンダ級
4巻及び漫画版で登場。デススパイラルマシーン空間で超銀河ダイグレンに襲いかかったアンチスパイラルの戦艦。その姿は「巨龍」と表現される。超高密度に圧縮された螺旋死海の中でも自由自在に泳ぎ回り、自由に動けない超銀河ダイグレンを苦しめた。
超銀河ダイグレンを守ろうとしたマッケンのスペースモーショーグンを破壊した後、ゾーシィ、キッド、アイラック、ジョーガン、バリンボーらのスペースガンメンに取りつかれ動きを封じられる。彼らの遺志を汲んだ超銀河ダイグレンの砲撃を食らい、スペースガンメン隊もろとも沈没した。
なお、ドリル戦艦と巨龍の戦いというアイデアは『螺巌篇』第一稿のシナリオにあったものだが、使えなかったために小説版で使ったらしい。
ヴァースキ級
4巻で登場。ナンダ級の上位戦艦で、同じく龍の姿をした反螺旋高軌道戦艦。無量大数にも及ぶ数が宇宙を埋め尽くして現れ、超銀河グレンラガンに襲いかかる。超螺旋モニターにも反応しなかったのは、ワープなどで隠れていたわけではなく、一瞬の内にアンチスパイラルに創造された為。アニメ版でアシュタンガ級の行った確率変動弾などの攻撃を仕掛ける。最大の武装は螺旋生命体に衝撃を与える「反螺旋鈎化鱗砲（はんらせんこうかりんほう）」による反螺旋衝撃波であり、シモンを始めとした大グレン団を苦しめるが、ヴィラルの操縦による超銀河グレンラガンフルドリライズ形態によって撃破された。

### ニンテンドーDS版に登場するガンメン
メカヘッズ
獣人の少女ティトリーが搭乗するガンメン。後述のザウレッグと合体する事も出来る。
ザウレッグ
獣人の武人ジギタリスが搭乗するガンメン。兎の可愛らしい形からカミナは「ウサピョン」と呼ぶ。だが赤い目になると機動力が増す。
ウサピョンラガン
DS版付属DVD5.5話「俺のグレンはピッカピカ」に登場。グレンをジギタリスに奪われたカミナが、逆にザウレッグ(ウサピョン)を奪ってシモンのラガンと強引合体した姿。尚、ゲーム本編には登場しない。
エンキァル
謎の男ケープ・ニルガが搭乗するガンメン。黒いエンキ。

### グレパラに登場する兵器
バンメン
SUEZENの「BafBaf！そんなに燃えるのが…好きかい？」にて登場するパチンコ型ガンメン。3DCGで作られている。
ダイガン(改)
益山亮司の「お前の×××で天を衝け！！」に登場。グレン団対抗組織「赤い尻尾」が製造したスーパーメカ。ヴィラル、アディーネ、グアーム、シトマンドラが搭乗。ダイグレンからの砲撃に身を晒されながらも、ヴィラルをカミナの元へ送り届けた。
グレン(白)
雨宮哲の「合体なんてクソくらえ！！（合体挿入曲第一番 ハ短調アレグロ K2564）」に登場。オリジナルキャラのヒビキが乗る。本編のグレンとはデザインが変わっている。また仲間らしき白いキングキタンや白いダヤッカイザーも登場する。
グレンラガンMk-II
雨宮哲の「合体なんてクソくらえ！！（合体挿入曲第一番 ハ短調アレグロ K2564）」に登場。グレンラガンに酷似したガンメン。オリジナルキャラ・サケビの乗るラガンが、ヒビキの白いグレンと合体。少女が乗る戦闘機と合体する事で飛行能力を得ることが出来る。両手のギガドリルブレイクで敵戦艦を撃破した。

### 『螺旋少年譚』に登場するガンメン
マジン=ガン

### 『第2次スーパーロボット大戦Z 再世篇』に登場するガンメン
アンチ・グレンラガン
グランゼボーマ同様アンチスパイラルがグレンラガンと同じ地平で戦うために作りだしたグレンラガンに酷似した姿のガンメン（正確に言うとグレンラガンを模したムガン。そのため他のムガン同様頭部には顔がない）。グレンに当たる胸部の顔はドクロ、カラーリングは黒地に赤紫のラインと、カテドラル・ラゼンガンの意匠も組み込まれている。また、カトラ・リーダーが変化したグレンウィングは無く、カミナの象徴であるグラサンカッターもついていない。設定上はグレンラガンの全ての必殺技を使用できる（語頭に反螺旋が付くのが特徴）が、ゲーム中の武装は反螺旋メテオ・ノヴァと反螺旋ギガドリルマキシマムのみ。本星から次元を飛び越えて現れたアンチスパイラルがコントロールしており、サブシートにニアが同乗している。

### 『男シリーズ』に登場するガンメン
赤いエンキドゥ
男どアホウ編に登場するヴィラルが乗る改造エンキ百体部隊のリーダー
エンキドゥイットユアセルフ(エンキDIY)
男どアホウ編に登場するヴィラルが乗る自動修復装置つきのエンキドゥ
エンキドゥドゥイットユアセルフ
決戦！男組編に登場するヴィラルが乗るエンキDIYを改良しさらに進化を遂げたエンキ
ソルバーニアノーデス
決戦！男組編に登場するクロニア専用カスタムガンメン。名前の由来は側にあるのです命名中島かずき
キヨルンガ
決戦！男組編に登場するキヨウが乗るガンメン
キノルンガ
決戦！男組編に登場するキノンが乗るガンメン
スカイキャノングレンラガン
決戦！男組編に登場するグレンラガンとヨーコMタンクツインキャノンモードとグレンウイングが合体した姿
ブラックグレンラガン
男の条件！グレンラガンに登場するシモンアバンとロシウ・デコイが乗る黒いグレンラガン
グレートグレンラガン
男の条件！グレンラガンに登場する。堀田軋と神野神名が乗る角が生えたでっけえグレンラガン
エターナルグレンラガン
男の条件！グレンラガンに登場する。堀田軋と神野神名が乗るグレートグレンラガンとヴィラルが乗るエンキドゥルガーが合体した姿